# Lesepredigt
Eine Lesepredigt ist eine im Bereich der evangelischen Kirche verbreitete ausformulierte Predigt, die von der EKD, deren Mitgliedskirchen sowie im gesamten deutschsprachigen Bereich gedruckt und digital zur Verfügung gestellt wird.
Sie ist so gestaltet, dass sie von Lektoren ohne eigene Predigterlaubnis unverändert und ohne Bearbeitungen im Gottesdienst zur Verlesung gebracht werden kann. Lesepredigten für Lektoren werden mitunter auch mit einem Liturgievorschlag für den Gottesdienst versehen. 
Die Lesepredigt steht in der Tradition der ursprünglich als biblisches Erbauungsbuch sowie als Hilfsbuch des protestantischen Predigers herausgegebenen Postille. 